# 926
El 926 (CMXXVI) fou un any comú començat en diumenge del calendari julià.

## Esdeveniments
- Construcció de la primera església de l'orde de Cluny

## Naixements
- Murakami, emperador del Japó

## Necrològiques
- Guillem II d'Aquitània